# تپه چول
تپه چول مربوط به دوره سلجوقیان است و در شهرستان خرم‌آباد، بخش پاپی، دهستان کشور، ۸۰ متری غرب روستای چول واقع شده و این اثر در تاریخ ۲۸ اسفند ۱۳۸۵ با شمارهٔ ثبت ۱۸۶۲۱ به‌عنوان یکی از آثار ملی ایران به ثبت رسیده است.